# 海外马来西亚人
海外马来西亚人是指居住在外国的马来西亚移民和他们的后代。人口估计接近200万。其中移民至澳大利亚海外屬地圣诞岛的馬來西亞移民成為當地的主要族群。在新加坡、澳大利亚、文莱和英国也有一些馬來西亞僑民。截至2019年，根据联合国经济和社会事务部的数据，马来西亚侨民人口为1,730,152人。

## 移民理由
- 经济因素[15][16]
- 国外优渥的教育资源（例如出国留学）
- 家庭因素（在新移民或永久居民中最常见的因素）
- 与在外国工作的外国人结婚
- 缺乏精英政治 [17]
- 商业机会[16]
- 宗教因素
- 对政治体制的失望[16]
- 获得健康保险和其他健康原因（参见全民医保）
- 种族歧视，尤其是针对非土著/马来公民的种族歧视
- 逃避法律责任（如犯罪、税收、贷款等）
- LGBT移民（英语：LGBTQ migration），马来西亚对LGBT的歧视有所增加，他们纷纷寻求海外庇护，前往澳大利亚、加拿大、新西兰（英语：LGBTQ rights in New Zealand）、英国和美国等更加包容LGBT的国家。

### 人才外流
由于马来人至上的概念，在马来人至上的制度下，不被视为土著的公民在经济自由、教育、医疗保健和住房等问题上面临许多障碍和歧视。 反政府团体、政府批评者和人权观察员将马来西亚的现状称为与种族隔离政策高度相似，因为在事实上，非土著是二等公民。此类政策导致了马来西亚的人才大量流失。